# Iwan Groznyj
Iwan Groznyj (ros. Иван Грозный; jap. 焼山, Yake-yama) – czynny stratowulkan o wysokości 1158 m n.p.m., należący do pasma wulkanów Groznyj chriebiet, położonego w centralnej części rosyjskiej wyspy Iturup w archipelagu Wysp Kurylskich. Rosyjska nazwa wulkanu pochodzi od wielkiego księcia moskiewskiego Iwana IV Groźnego.